# 毛 (姓)
毛（もう）は、漢姓の一つ。

## 中国の姓
2020年の中華人民共和国の第7回全国人口調査（国勢調査）に基づく姓氏統計によると中国で86番目に多い姓であり、291.15万人がいる。一方、台湾の2018年の統計では第113位で、11,520人がいる。

### 著名な人物
- 毛遂 - 戦国時代の趙の平原君の食客。嚢中の錐の故事で有名。
- 毛亨（中国語版） - 前漢の学者。
- 毛萇 - 前漢の学者。
- 毛玠 - 後漢の政治家。
- 毛文龍 - 明の武将。
- 毛晋 - 明末から清初にかけての蔵書家、出版家
- 毛鴻賓 - 清の官僚
- 毛沢東 - 中華人民共和国の政治家、軍事戦略家、思想家。
- 毛沢民 - 毛沢東の実弟。政治運動家。
- 毛岸英 - 中華人民共和国の軍人。毛沢東と楊開慧の長男
- 毛岸青 - 毛沢東と楊開慧の間に生まれた次男。
- 毛遠新 - 毛沢東の甥で、文化大革命（文革）期の中華人民共和国の政治指導者
- 毛河光 - 台湾の物理学者
- 毛治国 - 台湾の政治家。中華民国行政院長。
- テレサ・モウ - 香港の女優
- 毛阿敏 - 中華人民共和国の歌手
- 毛新宇 - 中国共産党初代中央委員会主席毛沢東の孫（毛姓の名乗りでは唯一）

## 朝鮮の姓
毛（もう、モ、朝: 모）は、朝鮮人の姓の一つである。2015年の国勢調査による韓国内での人口は361人。

### 著名な人物
- 毛允淑 - 韓国の女性詩人、国会議員。
- 毛麒允 - 韓国の詩人。

### 氏族
| 氏族（地域） | 創始者 | 人数（2015年） |
| ------------ | ------ | -------------- |
| 慶州毛氏     |        | 5              |
| 公州毛氏     |        | 18             |
| 広州毛氏     | 不明   | 92             |
| 南平毛氏     |        | 26             |
| 全州毛氏     |        | 42             |
| 坡平毛氏     |        | 30             |
| 平海毛氏     |        | 21             |
| 漢陽毛氏     |        | 8              |
| 咸悦毛氏     |        | 9              |
| 咸平毛氏     |        | 53             |
| 海平毛氏     |        | 20             |
| 洪州毛氏     |        | 6              |